# Mario Salas Becerra
Mario Salas Becerra O. de M (ur. 25 lutego 1973 w San Fernando) – chilijski duchowny katolicki, biskup pomocniczy Valparaíso od 2024.

## Życiorys

### Prezbiterat
Święcenia kapłańskie otrzymał 3 marca 2006 w Zakonie Najświętszej Marii Panny Łaskawej. Był m.in. wicerektorem zakonnych szkół w Quillota i w Valparaíso, wychowawcą w zakonnym seminarium oraz proboszczem parafii Matki Bożej Miłosierdzia w Santiago. W 2019 został wybrany przełożonym chilijskiej prowincji mercedariuszy, a dwa lata później objął także funkcję przewodniczącego krajowej Konferencji Wyższych Przełożonych Zakonnych.

### Episkopat
7 września 2024 papież Franciszek mianował go biskupem pomocniczym diecezji Valparaíso, ze stolicą tytularną Ita. Sakry udzielił mu 9 listopada 2024 ordynariusz diecezji Valparaíso, biskup Jorge Patricio Vega Velasco. 